# خالد عبد الله الملحم
خالد عبد الله الملحم (الأحساء، السعودية - مارس 1957) هو رجل أعمال سعودي ورئيس تنفيذي. يشغل حاليًا منصب نائب رئيس مجلس إدارة البنك السعودي البريطاني (ساب)، شغل سابقًا منصب الرئيس التنفيذي لشركة الاتصالات السعودية.

## النشأة والدراسة
ولد خالد عبد الله الملحم في مدينة الأحساء في سنة 1957. أتم دراسة السنوات الأولى من المرحلة الابتدائية في مدرسة «المزروعة» في الأحساء إلى أن أنتقل مع والده إلى مدينة الخبر لظروف عمل والده في شركة أرامكو التي استمرت لعقود وشغل فيها منصب مسئول الخدمات المساندة في إحدى قطاعات الشركة، وفي الخبر أتم خالد دراسته الابتدائية وحتى الثانوية التي حصل على شهادتها في سنة 1975 ثم سافر في بعثة إلى الولايات المتحدة الأمريكية للدراسة حيث التحق بجامعة إيفانسفيل الخاصة في ولاية إنديانا والتي حصل منها على شهادة بكالوريوس في الهندسة الكهربائية ثم على بكالوريوس في الإدارة الهندسية في سنة 1981. بعد عودته إلى السعودية عمل في وزارة الدفاع كمهندس برتبة مدنية.

## المسيرة المهنية
كان رئيساً تنفيذياً لشركة الاتصالات السعودية تم تعيينه لمنصب المدير العام للخطوط الجوية العربية السعودية، وهي واحدة من أكبر شركات الطيران في الشرق الأوسط والناقل الرسمي في المملكة العربية السعودية، وكان وراء انضمامها إلى تحالف سكاي تيم، وكانت وقتذاك العضو الأول من دول الشرق الأوسط.
كان المسؤول عن مشروع طرح أسهم الشركة السعودية للخدمات الأرضية والتي كان لها أثر كبير في مجال الاكتتاب لسوق الأسهم السعودية. خلال فترة عمله في شركة الاتصالات السعودية، أنهى بنجاح عملية خصخصة الشركة، التي تعد أكبر اكتتاب في تاريخ المملكة العربية السعودية[بحاجة لمصدر]. شركة الاتصالات السعودية تعتبر الآن أكبر شركة اتصالات في الشرق الأوسط وواحدة من أكبر خمسة عشر شركة في العالم من حيث عدد المشتركين والمستخدمين.

## المؤهلات العلمية
- بكالوريوس هندسة كهربائية من جامعة إيفانسفيل، إنديانا، الولايات المتحدة الأمريكية - أغسطس 1981.
- تدرب في الائتمان المالي وتطوير المديرين التابع بنك تشيس منهاتن نيويورك في الفترة من مايو (أيار) 1984 إلى أبريل (نيسان) 1985 خلال فترة عمله في صندوق التنمية الصناعية السعودي.
- تلقى دورة مكثفة في المحاسبة مدة ثلاثة أشهر، وتلقى دورة متطورة في إدارة الأعمال من جامعة هارفارد لإدارة الأعمال في 1995.

## الخبرات العملية
- مدير إدارة القاعدة الجوية بمطار الظهران الدولي
- مدير مشروع في صندوق التنمية الصناعية السعودي
- مدير خدمات الشركات في البنك السعودي البريطاني (ساب)
- مدير أول خدمات التجزئة في البنك السعودي البريطاني
- مدير عام إقليمي في البنك السعودي البريطاني
- الرئيس التنفيذي لشركة المراعي للألبان[5]
- نائب رئيس شركة الاتصالات السعودية للشؤون المالية
- الرئيس التنفيذي لشركة الاتصالات السعودية من عام 1998 إلى 2006.
- مدير عام الخطوط الجوية العربية السعودية[6]
- رئيس مجلس المديرين للشركة السعودية للخدمات الأرضية

## العضويات
- عضو مجلس إدارة البنك السعودي البريطاني من مايو 1996 حتى الآن
- عضو مجلس إدارة الشركة الوطنية للتأمين التعاوني 2000-2003
- عضو مجلس إدارة بنك الاستثمار HSBC منذ عام 2004 حتى عام 2007
- عضو مجلس إدارة الشركة القابضة عسير منذ عام 2006 حتى عام [7] 2010
- عضو مجلس إدارة مدينة الملك عبد الله الاقتصادية
- رئيس شركة الشحن السعودية

## الإيقاف
تم إيقافه بأمر ملكي في 4 نوفمبر 2017 بناء على قضايا فساد ضمن اعتقالات نوفمبر 2017. تم الإفراج عنه بعد شهرين دون توضيحات رسمية بشأن المزاعم أو التهم الموجهة وشروط أو أسباب إخلاء السبيل.